# Wildlahnerscharte
Die Wildlahnerscharte ist ein etwa 3224 m ü. A. hoher Pass zwischen Tuxertal und Schmirntal in den Zillertaler Alpen, Tirol. Sie liegt direkt im Schigebiet Hintertuxer Gletscher. Der Gipfel am Pass heißt Falscher Kaserer (3254 m ü. A.).

## Lage und Landschaft
Der Pass liegt zwischen dem hintersten Tuxertal, einer Talung des Zillertals, und der Wildlahn im Schmirntal, einem Nebental des Wipptales der Sill. Er verbindet den Olperer (3476 m ü. A.) im Süden, dem Hauptgipfel des Tuxer Hauptkamms, mit den Kaserern (Großer Kaserer oder Haserer 3263 m ü. A.) im Norden. Beide Gipfel sind nur etwa 500 Meter Luftlinie entfernt, vom Olperer fällt ein Steilgrat herab, der Große Kaserer überragt die Wildlahnerscharte aber nur ein wenig, er ist nur gegen Norden ein prägnanterer Gipfel, insofern also ein Vorklapf des Olperer. Zwischen der eigentlichen Wildlahnerscharte und dem Großen Kaserer erhebt sich noch ein kleiner Gupf, der Falsche Kaserer, und eine etwa 3180 m ü. A. hohe namenlose Einsattelung.
Die Wildlahnerscharte ist heute noch gänzlich vergletschert und leitet vom Eisfeld des Tuxer Ferners hinüber in Olpererferner am Olperer und Wildlahnerferner am Großen Kaserer. Allerdings sind auch hier die Spuren des Klimawandels an der abschmelzenden Eisdicke des Gletschereises deutlich erkennbar, so dass die Höhe der Scharte durch die Abnahme der Eisdicke inzwischen auf rund 3224 m ü. A. abgesunken ist. Der Falsche Kaserer heißt wohl so, weil er nur von der Schmirn aus als Gipfel erscheint, und zwar deutlicher als der Große Kaserer, von der Tuxer Seite aus aber unscheinbar bleibt. Die eigentlich niedrigere Scharte bricht Schmirnseits steil und dadurch unpassierbar zum Wildlahnerferner ab und ist daher wohl namenlos geblieben.

## Erschließung
Im Schigebiet Hintertuxer Gletscher führen die beiden parallelen Olperer-Schlepplifte an Scharte und Falschen Kaserer, diese Seite ist winters wie sommers pistentechnisch erschlossen. Von der Schmirner Seite führt von der Geraer Hütte den Wildlahnergrat, der Olperer- und Wildlahnerferner trennt, entlang eine Gletscherroute herauf. Der Olperer kann aus der Wildlahnerscharte erklettert werden, nach Norden kann man den Kasererkamm hochalpin bis zum Tuxer Joch ausgehen (über Kaserer Schartl – Frauenwand).